# Stephen Musa
Stephen Musa (* 6. September 1974; † am oder vor dem 8. Juli 2024) war ein nigerianischer Fußballspieler.

## Werdegang
Musa wechselte vom nigerianischen Verein Plateau United zunächst zur Amateurmannschaft des 1. FC Saarbrücken, zur Saison 1994/95 wurde er ins Zweitligaaufgebot des Vereins befördert. Er stand in seinem ersten Spieljahr als Berufsfußballspieler in 21 Begegnungen der 2. Bundesliga auf dem Platz. Nachdem dem 1. FC Saarbrücken die Zweitligateilnahmeberechtigung entzogen worden war, trat Musa mit der Mannschaft in der Regionalliga an. In den Spielzeiten 2000/01 und 2001/02 bestritt er noch insgesamt 13 weitere Einsätze in der 2. Bundesliga. In der Sommerpause 2002 wechselte er zu Rot-Weiß Oberhausen, allerdings bestanden wegen seiner körperlichen Verfassung Zweifel an der Rechtskräftigkeit des geschlossenen Vertrags, Musa spielte letztlich nicht für RWO.
Im Dezember 2015 wurde Musa Mannschaftskoordinator beim nigerianischen Verein Kaduna United.
Im Juli 2024 wurde bekannt, dass Musa in seiner Heimat Nigeria an den Folgen eines Herzinfarktes verstorben ist.